# Palatine (Illinois)
Palatine es una villa ubicada en el condado de Cook en el estado estadounidense de Illinois. En el Censo de 2010 tenía una población de 68.557 habitantes y una densidad poblacional de 1.923,69 personas por km².

## Geografía
Palatine se encuentra ubicada en las coordenadas 42°7′5″N 88°2′34″O / 42.11806, -88.04278. Según la Oficina del Censo de los Estados Unidos, Palatine tiene una superficie total de 35.64 km², de la cual 35.27 km² corresponden a tierra firme y (1.04%) 0.37 km² es agua.

## Demografía
Según el censo de 2010, había 68557 personas residiendo en Palatine. La densidad de población era de 1.923,69 hab./km². De los 68557 habitantes, Palatine estaba compuesto por el 76.92% blancos, el 2.73% eran afroamericanos, el 0.28% eran amerindios, el 10.32% eran asiáticos, el 0.03% eran isleños del Pacífico, el 7.41% eran de otras razas y el 2.3% pertenecían a dos o más razas. Del total de la población el 18.01% eran hispanos o latinos de cualquier raza.